# Kuo Shou Ching (cràter)
Kuo Shou Ching és un petit cràter d'impacte que es troba a la part nord-oest de la plana emmurallada del cràter Hertzsprung, a la cara oculta de la Lluna.

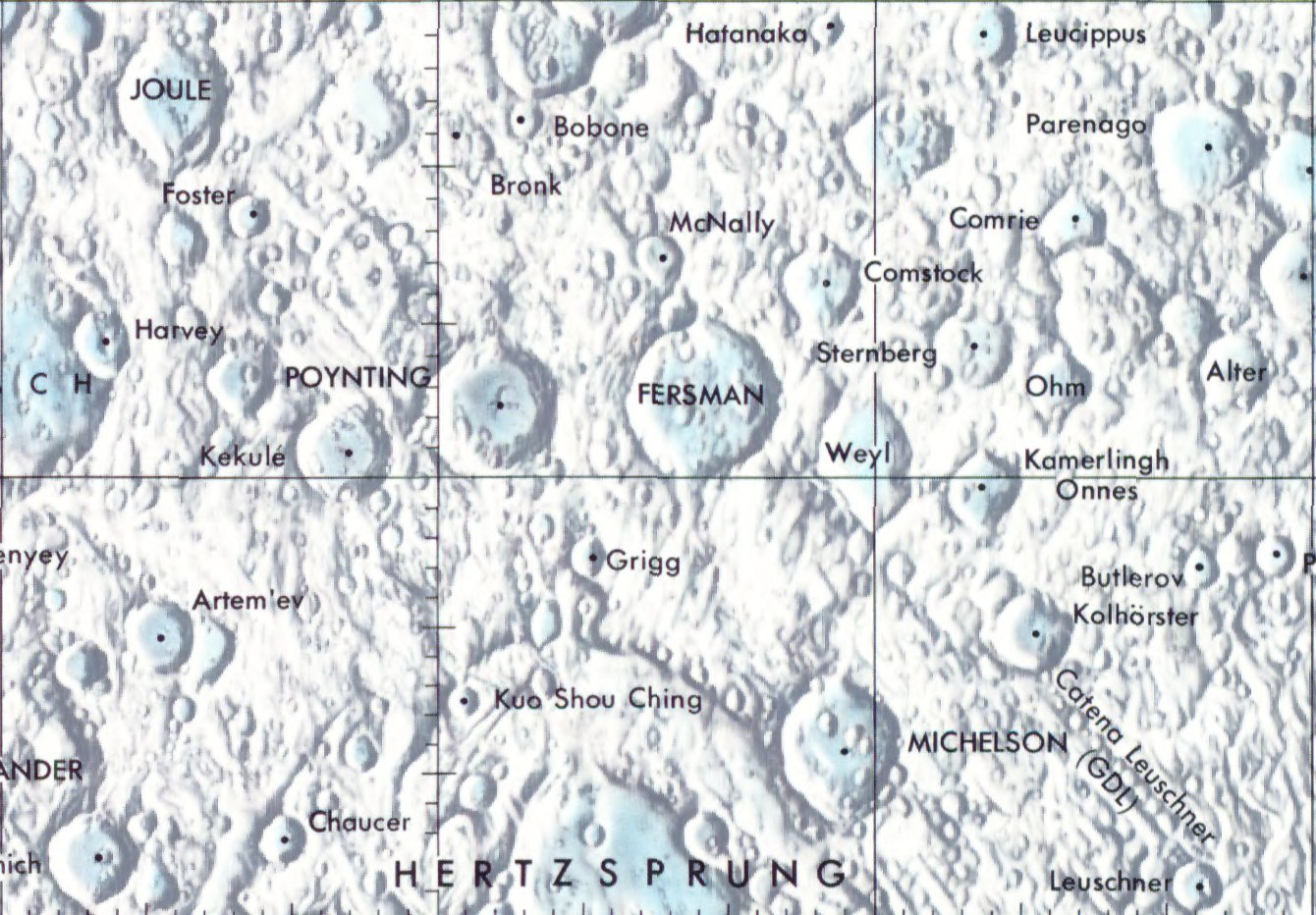
Localització de Kuo Shou Ching (centre inferior de la imatge)

Es tracta d'un cràter de forma oval que s'allarga a l'eix nord-sud. El límit de la vora està ben definit i no s'ha erosionat notablement. Les parets interiors són simples pendents que baixen al sòl interior.